# Банска българска протестантска община
 Тази статия е за протестантската община.  За православната вижте Банска българска православна община.  
Банската българска протестантска община или Банска евангелска църква е гражданско-църковно сдружение на българите протестанти, създадено в 1871 година в село Банско, тогава в Османската империя.

## История
Общината е създадена през август 1871 година с протокол подписан в кафенето на хаджи Георги Сарандов и е първата протестантска община в българските земи. Протестантската пропаганда се появява в Банско в 1867 година с американския мисионер Чарлз Морз и в 1868 година семействата на Георги Сарандов, Петър Ушев и Марко Петканчин стават протестанти. По време на организирането на общината в 1871 г. протестантите са 15 души, а 6 години по-късно, преди избухването на Руско-турската война (1877— 1878 г.) членовете ѝ вече са 100 - от Банско и някои от съседните села Баня, Елешница, Якоруда и други.
Общината си има собствена църква и училище. През 1873 година протестантската община чрез конгрешанските мисионери Бонд, Пейдж и Лок подава молба до Високата порта, за да получи разрешителен ферман за престрояване на закупена бахча в църковна сграда. По-късно основната сграда е престроена в църква, първо на един, а по-късно на два етажа. През 1900 година са добавени две нови сгради за училище и пастирски дом.
Православната и протестантската община в селото първоначално са в сериозен конфликт, като новата вяра понякога разделя и семейства. През 1901 година протестантската община в Банско вече има 66 семейства и 525 души – членовете ѝ са по-добре образовани, тъй като имат достъп до американските колежи в Османската империя и в САЩ.
След включването на Банско в България в 1912 година и православната и протестантската община като граждански сдружения са закрити. Евангелската църква продължава съществуването си като религиозна общност.